# Martín Coulleri
Martín Coulleri (Chajarí, Provincia de Entre Ríos, 12 de enero de 1992) es un piloto argentino de automovilismo. Iniciado en el ambiente de los karts, tuvo sus primeros pasos en el automovilismo, compitiendo a nivel zonal en la Fórmula Entrerriana, categoría de monoplazas desarrollada en su provincia natal y de la que se proclamara campeón en 2012. Este título le abriría las puertas para su debut a nivel nacional, estrenándose en la extinta divisional Junior del Top Race, categoría en la que compitiera a nivel nacional en sus tres divisionales. A la par de estas, compitió también en la divisional menor TC 2000, donde debutó en 2014.

## Biografía
Iniciado en el ambiente de los karting, donde en 2006 alcanzaría a disputar el Campeonato Argentino de la clase Junior, Coulleri debutaría profesionalmente en el automovilismo de su provincia, al estrenarse en la categoría Fórmula Entrerriana, compitiendo en 2007 al comando de una unidad Dallara potenciada con impulsor Renault. A lo largo de su paso por esta categoría, desarrollaría un trayectoria en la que conseguiría buenos resultados hasta la llegada del año 2012, cuando luego de casi 6 años finalmente conquistaría el título de campeón. La obtención de este galardón, le abriría las puertas para su proyección a nivel nacional.
En efecto, su trayectoria a nivel nacional iniciaría en 2013, debutando en la divisional Top Race Junior al comando de un Alfa Romeo 156 del equipo Motorola DM Team, propiedad del expiloto Alejandro Leguizamón. En su paso por esta categoría, Coulleri alcanzaría a disputar 4 competencias tras las cuales terminaría tomando la decisión de cambiar de nivel, ascendiendo al Top Race Series, categoría en la que debutaría al comando de un Mercedes-Benz C-203 del equipo de Marcos Di Palma. Como curiosidad, más allá de esta decisión adoptada por Coulleri, a la fecha siguiente la divisional Junior disputaría su última competencia de la historia, siendo finalmente dada de baja por Top Race debido a su bajo nivel de convocatoria.
Una vez ascendido al Top Race Series, Coulleri dio sus primeros pasos bajo el ala del equipo de Marcos Di Palma, al comando de una unidad Mercedes-Benz C-203, sin embargo, tras haber disputado las competencias de Junín y Resistencia, decidiría tomar un cambio de rumbo y pasar a competir hasta el final de año dentro de la escuadra Sportteam. Una vez integrado al equipo con base en Nueve de Julio, su director Sergio Polze le transmitiría toda su confianza para formar parte del equipo en la temporada siguiente, encarando dos frentes.
En 2014, Coulleri no sólo sería confirmado dentro del equipo Sportteam para el campeonato de la Top Race Series, sino que también sería llevado por el equipo a formar parte del proyecto para incursionar dentro de la divisional TC 2000, lo que marcaría su debut en esta divisional y al mismo tiempo, significaría la primera vez que participaría en dos categorías nacionales en un mismo año. En la Top Race Series, conforme a la reformulación implementada al parque automotor de la categoría, Coulleri competiría en uno de los novedosos Prototipos Series al que identificaría con los logotipos del modelo de producción Fiat Linea, mientras que en el TC 2000 estaría encargado de competir al comando de una de las dos nuevas unidades Honda Civic IX. Esta temporada tendría un sabor agridulce en ambos frentes, ya que mostraría gran regularidad, principalmente en la Top Race Series donde conseguiría alcanzar sus dos primeros triunfos en el automovilismo argentino, a la vez de cosechar varios podios en ambas categorías. Sin embargo, sobre finales de la temporada, resolvería inclinar toda la balanza hacia la lucha por el torneo de la TR Series, dejando de lado al TC 2000 a tres fechas del final. Finalmente, en su objetivo por conseguir el título de la TR Series terminaría finalizando el campeonato en la 3.ª ubicación, mientras que en el TC 2000 culminaría en la 14.ª ubicación. Como corolario de estas participaciones, los campeones de esta temporada en ambas categorías, resultaron ser sus dos compañeros de equipo, ya que Lucas Ariel Guerra se quedaría sin objeciones con el campeonato de la Top Race Series, mientras que Facundo Della Motta se llevaría de manera sorpresiva el título del TC 2000. A pesar de ello, los resultados obtenidos en la TR Series, le permitirían a Coulleri obtener el permiso para ascender a la divisional Top Race V6 a partir de 2015, a la vez de confirmar un año más de participación dentro del TC 2000, donde pasó a competir en la escuadra Litoral Group, al comando de un Fiat Linea.

## Trayectoria
| Año  | Categoría                                | Automóvil           |
| ---- | ---------------------------------------- | ------------------- |
| 2006 | Campeonato Argentino Junior              | Karting             |
| 2007 | Debut en Fórmula Entrerriana             | Dallara-Renault     |
| 2008 | Fórmula Entrerriana                      | Dallara-Renault     |
| 2009 | Fórmula Entrerriana                      | Dallara-Renault     |
| 2010 | Fórmula Entrerriana                      | Dallara-Renault     |
| 2011 | Fórmula Entrerriana                      | Dallara-Renault     |
| 2012 | Campeón Fórmula Entrerriana              | Dallara-Renault     |
| 2013 | Debut en Top Race Junior, 4 carreras     | Alfa Romeo 156      |
| 2013 | Debut en Top Race Series                 | Mercedes-Benz C-203 |
| 2013 | Fórmula Entrerriana, 6 carreras          | Dallara-Renault     |
| 2014 | Debut en TC 2000                         | Honda Civic IX      |
| 2014 | Top Race Series                          | Fiat Linea Series   |
| 2015 | Debut en Top Race V6, 6 carreras         | Ford Mondeo III     |
| 2015 | TC 2000                                  | Fiat Linea          |
| 2016 | Debut en la Clase 3 del Turismo Nacional | Fiat Linea          |
| 2016 | Top Race V6                              | Ford Mondeo III     |

- [7]

### Trayectoria en Top Race
| Temporada | Categoría       | Automóvil           | Equipos             | Posición final     |
| --------- | --------------- | ------------------- | ------------------- | ------------------ |
| 2013      | Top Race Junior | Alfa Romeo 156      | Motorola DM Team    | 9.º (21.00 puntos) |
| 2013      | Top Race Series | Mercedes-Benz C-203 | MDP Racing          | 24º (11.00 puntos) |
| 2013      | Top Race Series | Mercedes-Benz C-203 | Sportteam           | 24º (11.00 puntos) |
| 2014      | Top Race Series | Fiat Linea Series   | Sportteam           | 3.º (53.00 puntos) |
| 2015      | Top Race V6     | Ford Mondeo III     | Midas Racing Team   | 23º (31.00 puntos) |
| 2016      | Top Race V6     | Ford Mondeo III     | 3M Racing ABH Sport | En disputa         |

### TC 2000
| Año  | Equipo                | Auto            | 1    | 2    | 3    | 4    | 5    | 6     | 7     | 8     | 9     | 10     | 11    | 12  | 13  | 14     | 15     | 16    | 17  | 18  | 19  | 20     | 21  | 22  | Res. | Puntos |
| ---- | --------------------- | --------------- | ---- | ---- | ---- | ---- | ---- | ----- | ----- | ----- | ----- | ------ | ----- | --- | --- | ------ | ------ | ----- | --- | --- | --- | ------ | --- | --- | ---- | ------ |
| 2014 |                       |                 | AG I | LP   | JUN  | MER  | BA I | PAR I | RC    | CON   | BA II | PAR II | AG II | GR  |     |        |        |       |     |     |     |        |     |     | 14°  | 64     |
| 2014 | Sportteam Competición | Honda Civic IX  | 3    | 13   | 11   | Ret  | WD   | 6     | 10    | 7     | 17    |        |       |     |     |        |        |       |     |     |     |        |     |     | 14°  | 64     |
| 2015 |                       |                 | AG   | AG   | CON  | CON  | BA   | BA    | MER   | JUN   | JUN   | LP I   | LP I  | NDJ | RAF | RAF    | LP II  | LP II | SL  | SL  | RC  | RC     | CDU | CDU | 17°  | 55     |
| 2015 | Litoral Group         | Fiat Linea      | 4    | 5    | Ret  | Ret  | 7    | 16    | 12    | 12    | Ret   | 5      | 9     | 9   | Ret | Ret    | 14     | 12    | 24  | 13  | 16  | Ret    |     |     | 17°  | 55     |
| 2017 |                       |                 | AG I | AG I | BA I | BA I | CDU  | CDU   | PAR I | PAR I | RC    | RC     | BA II | SL  | SL  | PAR II | PAR II | AG II | SMM | CON | CON | BA III |     |     | 14°  | 106    |
| 2017 | JM Motorsport         | Renault Fluence | 8    | 4    | 8    | 10   | Ret  | NL    | 8     | 13    | 20    | 11     | Ret   | 13  | 9   | 17     | 10     | 10    | Ret | Ret | 9   |        |     |     | 14°  | 106    |

## Palmarés
| Título  | Categoría           | Automóvil       | Año  |
| ------- | ------------------- | --------------- | ---- |
| Campeón | Fórmula Entrerriana | Dallara-Renault | 2012 |